# Алфред Финбогасон
Алфред Финбогасон (исл. Alfreð Finnbogason; Рејкјавик, 1. фебруар 1989) бивши је исландски фудбалер, који је играо на позицији нападача.

## Клупска каријера
Поникао је у исландским клубовима Фјелнир и Брејдаблик. Као професионални фудбалер каријеру је почео у Брејдаблику 2007. године, а дебитовао у екипи 30. јуна 2008. године у мечу против Кефлавика. У свом следећем мечу у првенству - 13. септембра 2008, Финбогасон је постигао гол Фраму. Са Брејдабликом је једном постао шампион и освајач националног купа. У 2009. години, Алфред је освојио треће место на листи стрелаца првенства и добио је признање за најбољег младог играча године на Исланду. У 2010. постао је најбољи стрелац националног првенства (заједно са Атлијем Бјорнсоном).
У новембру 2010. постао је играч белгијског клуба Локерен. Финбогасон је први пут играо за нови тим 23. јануара 2011. године на првенственом мечу против Гента. Први гол у лиги постигао је 12. фебруара 2011. године против Шарлоа.
Од марта до августа 2012, играо је за шведски Хелсингборг, са којим је освојио шведски Супер куп.
Пре почетка сезоне 2012/13, преселио се у Херенвен. Дебитовао је за овај холандски клуб 26. августа 2012. године против АЗ Алкмара.
У лето 2014. се преселио у шпански Реал Сосиједад, потписивши четворогодишњи уговор са клубом. У пријатељском мечу против Ајакса 19. јула 2014. године, постигао свој први гол за нови клуб, али је Реал Сосиједад изгубио са 3:1.
Од 2016. године је стандардни првотимац немачког Аугзбурга.

## Репрезентативна каријера
Дебитовао је за репрезентацију Исланда 2010. године, у пријатељском мечу против Фарских Острва. Био је у тиму на Европском првенству 2016. у Француској.
На Светском првенству 2018. године, Финбогасон је постигао гол у првом колу против Аргентине, што је уједно први гол у историји за Исланд на Светским првенствима.

## Трофеји
Брејдаблик
- Првенство Исланда: 2010.
- Куп Исланда: 2009.

Олимпијакос
- Суперлига Грчке: 2015/16.